# Euterpier
Der Zusammenschluss Euterpier (auch Euterpia) war eine Schülerverbindung mit prägendem Einfluss auf das Leben und Wirken von Friedrich Wilhelm Raiffeisen. Obwohl es ihm selbst aus wirtschaftlichen Gründen nicht möglich war, ein Gymnasium zu besuchen, war er dem Verein eng verbunden (wenn auch nie Mitglied). Mit vielen der Mitglieder verband ihn eine lebenslange Freundschaft. Bei der Verbindung lernte er seine spätere Frau Emilie Storck kennen.

## Geschichte
Die Mitglieder der Gruppe trafen sich ab 1838 in Winningen als arkadischer Freundschaftsbund. Ihren Namen wählten sie in Anlehnung an die griechische Muse Euterpe und als Motto wählten sie „Fromm – Frisch – Fröhlich - Frei“. In der beginnenden gesellschaftlichen Aufbruchphase des Vormärz sahen sich die Gruppenmitglieder als eine auf gemeinsamer Lebensanschauung begründete Gemeinschaft. Sie sahen sich als Teil einer gegen das Althergebrachte rebellierenden Jugendbewegung, was durchaus auch darin Ausdruck fand, dass Albrecht Schöler als wichtigster Organisator des Kreises schon durch seine Frisur und Kleidung gegen die althergebrachte Ordnung verstieß. Bei gemeinsamen Ausflügen provozierte auch die gesamte Gruppe gegen damalige Normen. Der Verein hatte eine eigene Mitgliederzeitung und die Mitglieder redeten sich mit griechischen Namen wie Amphion, Musaios oder Eumolpos, beziehungsweise für die weiblichen Mitglieder Terpsichore, Kalliope oder Melpomene, an.
Die Gruppe war ein lockerer Verbund, gegründet von Schülern am Gymnasium in Koblenz. Dazu kamen Geschwister und als Freund der Brüder Bungeroth Friedrich Wilhelm Raiffeisen. Später schlossen sich der Gruppe auch ältere, schon im Berufsleben stehende Männer, wie der in Winningen ansässige Arzt, Apotheker und Lehrer, an. Neben Ausflügen in die Natur und geselligen Zusammenkünften bestand die Hauptbeschäftigung der Gruppenmitglieder im Verfassen literarischer Texte im Zeichen des Humanismus. Treffpunkt war meist das Haus von Dr. Karl Wilhelm Arnoldi. Thema war dabei auch immer die Verbesserung der Lebensbedingungen für die damals recht arme Landbevölkerung.
F.W. Raiffeisen lernte in der Gruppe seine spätere Ehefrau kennen, womit er der erste Verlobte dort war, was in der Vereinschronik mit Bitte um göttlichen Beistand für das Paar erwähnt wird. 1845 heiratete er Emilie Storck.
Die Brüder Bungeroth, Albrecht Schöler und andere waren später maßgeblich an der Gründung des Bonner Wingolf beteiligt. Die Euterpia nannte sich zu der Zeit „Junge akademische Winninger Gesellschaft“.
Die Freundschaften aus diesem Kreis hielten bei den meisten lebenslang und waren insbesondere für Raiffeisen, der auch in späteren Jahren immer wieder Treffen organisierte, wichtig bei der Umsetzung seiner ursprünglichen Hilfsvereine und später den Darlehenskassen-Vereinen.

## Mitglieder
- Lotte Arnoldi
- Karl Wilhelm Arnoldi (Arzt und Naturforscher)
- Julius Baedeker
- Karl Baedeker
- Heinrich Wilhelm Bungeroth
- Karl Anton Bungeroth
- Friedrich Otto (später Superintendent der Synode Trier)
- Friedrich Wilhelm Raiffeisen (genannt Miles)
- Julius Schlickum (Apotheker und Naturforscher)
- Albrecht Schöler (genannt Timur)
- Lisette Schöler (Schwester von Albrecht Schöler)
- Emilie Storck (später Ehefrau von F.W. Raiffeisen)
- Philipp Wirtgen